# 周锡生
周锡生（1954年12月—），男，汉族，江苏武进人，中华人民共和国新闻工作者，新华社原副社长兼常务副总编辑，中华全国新闻工作者协会原副主席，东南大学首批人文社会科学资深教授，第十二届全国政协委员。